# Sepiola
Sepiola es un género de moluscos cefalópodos de la familia Sepiolidae.

## Especies
Se reconocen las siguientes especies:
- Sepiola affinis
- Sepiola atlantica
- Sepiola aurantiaca
- Sepiola birostrata
- Sepiola intermedia
- Sepiola knudseni
- Sepiola ligulata
- Sepiola parva
- Sepiola pfefferi
- Sepiola robusta
- Sepiola rondeletii
- Sepiola rossiaeformis
- Sepiola steenstrupiana
- Sepiola trirostrata